# Axel Norén
Axel Vilhelm Lindberg Norén, född 4 april 1999, är en svensk fotbollsspelare (försvarare) som representerar Mjällby AIF.

## Biografi
Norén växte upp i Sölvesborg och började spela fotboll i Sölvesborgs GIF. Han gick därefter till Mjällby AIF:s U19-lag och blev 2017 uppflyttad i A-laget. Med Mjällby var han samma år med om kvalspel till Superettan, som man dock förlorade mot Örgryte IS. Året därpå var han med när Mjällby vann division I södra överlägset och gick upp i Superettan. Han följde dock inte med laget upp, utan värvades i januari 2019 av Gefle IF. Med Gefle blev han 2019 i stället indragen i en bottenstrid i division I norra, där laget med en poängs marginal undvek negativt kval.
Den 25 augusti 2020 värvades Norén av allsvenska Falkenbergs FF, där han skrev på ett 2,5-årskontrakt. Norén gjorde allsvensk debut den 13 september 2020 i en 0–3-förlust mot IFK Göteborg. Falkenberg åkte dock ur Allsvenskan samma år, och säsongen 2021 degraderades klubben även från Superettan, varpå Norén lämnade klubben.
I februari 2022 skrev Norén på ett ettårskontrakt med Falkenbergs seriekonkurrent Gais i Ettan Södra. I Gais blev han direkt en viktig pjäs som mittbackskollega till Emin Grozdanic, och han var bland de bästa backarna i hela division I när Gais vann Ettan Södra och flyttades upp till Superettan. Efter säsongen tecknade Norén ett nytt tvåårskontrakt, och han gjorde en ny fin säsong när Gais slutade tvåa i Superettan 2023 och gick upp i Allsvenskan. Under säsongen 2023 roterade Gais tränare Fredrik Holmberg något okonventionellt mellan sina fyra mittbackar – förutom Norén även Robin Frej, Anes Cardaklija och Filip Beckman – där de två som var i bäst form eller fungerade bäst ihop för tillfället bildade mittbackspar.
Norén fortsatte att få stort förtroende i Gais mittbackslås i inledningen av Allsvenskan 2024, och i maj rapporterades att nederländska Almere City visade intresse för att värva honom. Trots utgående kontrakt stannade han kvar i Gais året ut, men lämnade klubben som bosman då hans kontrakt löpte ut vid årsskiftet och skrev i stället på för Mjällby AIF. I Mjällby fortsatte Norén imponera, och i maj 2025 togs han ut i svenska landslaget.

## Spelstil
Noréns förre mittbackskollega i Gais, Emin Grozdanic, beskriver honom som en spelare som "gillar att gå in i dueller, han är bra på huvudet och har en riktigt fin fot också." Gaistränaren Fredrik Holmberg påtalade också hans ledaregenskaper, hans mod och hans tajming i duellspelet.